# FSV Kitzscher
FSV Kitzscher is een Duitse voetbalclub uit Kitzscher, deelstaat Saksen.

## Geschiedenis
De geschiedenis van de club slaat terug op de BSG van de bruinkolenfabriek in Espenhain, een dorp dat op acht kilometer van Kitzscher ligt. De club werd opgericht als BSG Aktivist Espenhain.
De voetbalafdeling van de BSG begon op een lager niveau. In 1958 promoveerde de club naar de Bezirksliga Leipzig, toen de vierde klasse en vanaf 1963 de derde. In 1967 werd de club kampioen en nam deel aan de promotie-eindronde voor de DDR-Liga maar werd derde in zijn groep. Twee jaar later degradeerde de club zelfs en keerde in 1974 terug naar de Bezirksliga. Al na één seizoen stootte de club door naar de DDR-Liga waar ze tot 1981 verbleven. Omdat het stadion te klein was voor de DDR-Liga, week de club uit Espenhain uit naar Kitzscher dat over een groter stadion beschikte. De club speelde tot aan het einde van de DDR in de Bezirksliga.
Na de Duitse hereniging werd het BSG-systeem ontbonden en werd de club omgevormd tot FSV Kitzscher. Hoewel de club zich plaatste voor de Landesliga gingen ze om financiële redenen in de Bezirksliga spelen, dat nu in het herenigde Duitsland een paar klassen lager was als voorheen.